# منال سحيمات
منال سحيمات ممثلة ومخرجة أفلام أردنية، ولدت ونشأت في عمان.
بدأت مسيرتها الفنية في صناعة الأفلام من خلال مشاركتها في الفريق الذي عمل على تأسيس الهيئة الملكية للأفلام الأردنية في عمان سنة 2005. عرفت بأدوارها في فيلمين أردنيين بعنوان " مدن الترانزيت ” الذي فاز بجائزة النقاد الدولية في مهرجان دبي السينمائي سنة 2010، وفيلم " فرق 7 ساعات“ الذي فاز بجائزة مهرجان مالمو للفيلم العربي في السويد سنة 2012، كما شاركت البطولة في مسلسل درامي تلفزيوني عربي بعنوان «عبور»، الذي عرض على شاشة تلفزيون أبوظبي، ويعرض المسلسل معاناة اللاجئيين من الحرب سنة 2019.
شاركت منال أيضا في مسلسل " جن“ والذي يعتبر أول مسلسل عربي من إنتاج شبكة نتفليكس الأصلية، لعبت في المسلسل دور ”لبنى“ لتسلط الضوء بدورها على ضحايا التنمر والعنف الأسري.

## حياتها وتعليمها
تحمل شهادة الدبلوم في التصميم الداخلي من أكاديمية JJAADA في لندن – المملكة المتحدة سنة 2006، وحاصلة على شهادة البكالوروس في الهندسة المدنية من الجامعة الأردنية سنة 2000. بالإضافة إلى عملها كممثلة ومخرجة، خاضت منال تجربتها في الأعمال الريادية، كمؤسسة لمركز لتعليم فن اليوغا والتأمل في الأردن، حيث قامت بتأسيس مركز ” Over the rainbow " في عمان عام 2010،وتعد من أوائل معلمي اليوغا في الأردن.

## أعمالها

### في التمثيل
| الدور      | الفيلم                              | المخرج      | سنة الإنتاج |
| ---------- | ----------------------------------- | ----------- | ----------- |
| شقيقة ليلى | مدن الترانزيت                       | محمد الحشكي | 2010        |
| لينا       | فرق سبع ساعات (A 7 Hour Difference) | ديمة عمر    | 2011        |
| أم يوسف    | عالطريق (on the road)               | هلا العابد  | 2019        |
| أميرة      | عبور                                | محمد الحشكي | 2019        |
| عدة أدوار  | بس بياخة                            | أمجد الرشيد | 2019        |

### في الإخراج
فيلم " أزرق حرير" Silk Blue" وهو فيلم قصير صامت من إنتاج الهيئة الملكية الأردنية للأفلام سنة 2018.